# Allium pseudophanerantherum
Allium pseudophanerantherum — вид рослин з родини амарилісових (Amaryllidaceae); ендемік Лівану.

## Поширення
Ендемік північного Лівану.
Населяє скелясті райони біля вершини гори Ліван.

## Загрози
Рослина дуже вразлива до потенційних загроз, які включають розвиток водної інфраструктури та пов'язані з цим дороги.